# Chiesa di San Francesco di Paola (Milano)
La chiesa di San Francesco di Paola è un luogo di culto cattolico situato nel centro storico di Milano, in via Manzoni; su di esso insiste l'omonima parrocchia di rito ambrosiano, appartenente all'arcidiocesi di Milano.

## Storia
I frati dell'Ordine dei Minimi ottennero, nel 1675, la chiesa di Sant'Anastasia e l'annesso convento, ove avevano già risieduto tra il 1599 e gli anni 1620; il complesso era situato lungo il corso di Porta Nuova, all'angolo con la contrada del Monte.
Nel 1727 iniziarono i lavori per l'ampliamento del convento, che non vennero mai portati a termine (fu completata solo un'ala); contestualmente a ciò, l'architetto Marco Bianchi ebbe l'incarico di progettare una nuova e più grande chiesa, intitolata al fondatore dell'Ordine dei Minimi, san Francesco di Paola. La costruzione iniziò nel 1728 e il tempio venne consacrato il 22 settembre 1735, terminato nella parte strutturale ma non nell'apparato decorativo. La facciata rimase infatti incompiuta nell'ordine superiore, composto della sola struttura in mattoni rossi fino al 1891.
Per tutto il XVIII secolo e il secolo successivo l'edificio venne progressivamente abbellito nell'interno: tra il 1749 e il 1753, ad opera di Giuseppe Buzzi, venne realizzato l'altare maggiore; la decorazione del presbiterio nel 1868; la facciata, rimasta incompiuta nella parte superiore, fu completata su progetto di Emilio Alemagna nel 1891.
Il convento venne soppresso nel 1804 e da allora la chiesa, elevata a parrocchia nel 1787, venne affidata al clero diocesano.
Vi vennero celebrati i funerali di Giuseppe Verdi il 30 gennaio 1901.

## Descrizione

### Esterno

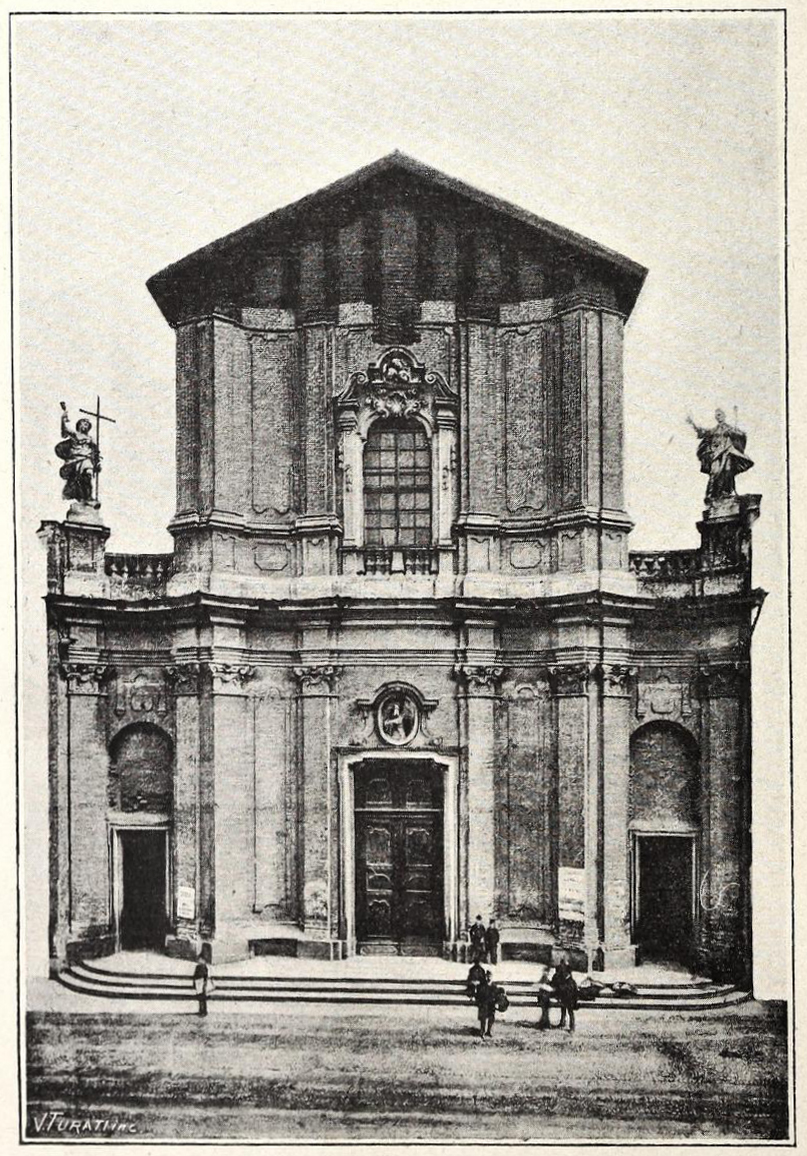
La vecchia facciata in una fotografie anteriore al 1889

La facciata dà su via Manzoni ed è preceduta da un sagrato rialzato di alcuni gradini rispetto al piano della strada, portato a termine nel 1739. Il prospetto, incompiuto nel 1735 (anno di consacrazione e apertura al culto della chiesa), venne completato nel 1891 in stile barocco su progetto di Emilio Alemagna, dopo che nel 1839 era stata bocciata una proposta dell'architetto Carlo Amati. I lavori della nuova fronte cominciarono nell'agosto del 1889 grazie a una sottoscrizione dei parrocchiani raccolta dal parroco don Stefano Sormani; l'architetto Alemagna, che prestò gratuitamente la propria opera, fu scelto per la sua esperienza come interprete nell'architettura dei due secoli precedenti. Verso la fine del 1891 i lavori erano terminati per una spesa complessiva di 64 690 Lire.
La facciata dell'Alemagna ha una forma curva concava ed è suddivisa in due ordini da un cornicione aggettante; il primo piano presenta tre portali sormontati da fastigi e da finestre dalle forme ellittiche; è complessivamente scandito da otto lesene corinzie. L'ordine superiore è centrato su un finestrone fastosamente decorato e sormontato da uno stemma recante il motto latino "CHARITAS" del santo titolare della chiesa, ai lati sono presenti due terrazzi con balaustre che sorreggono due statue della Fede e della Speranza.
Alle spalle della chiesa, sulla destra, si eleva la torre campanaria, che termina in alto con un cupolino; la cella si apre su ciascun lato con una monofora ad arco a tutto sesto, ed ospita un concerto di cinque campane in Mi♭3 fuse da Luigi e Giorgio Ottolina di Seregno nel 1949 ed azionate esclusivamente a corda.

### Interno

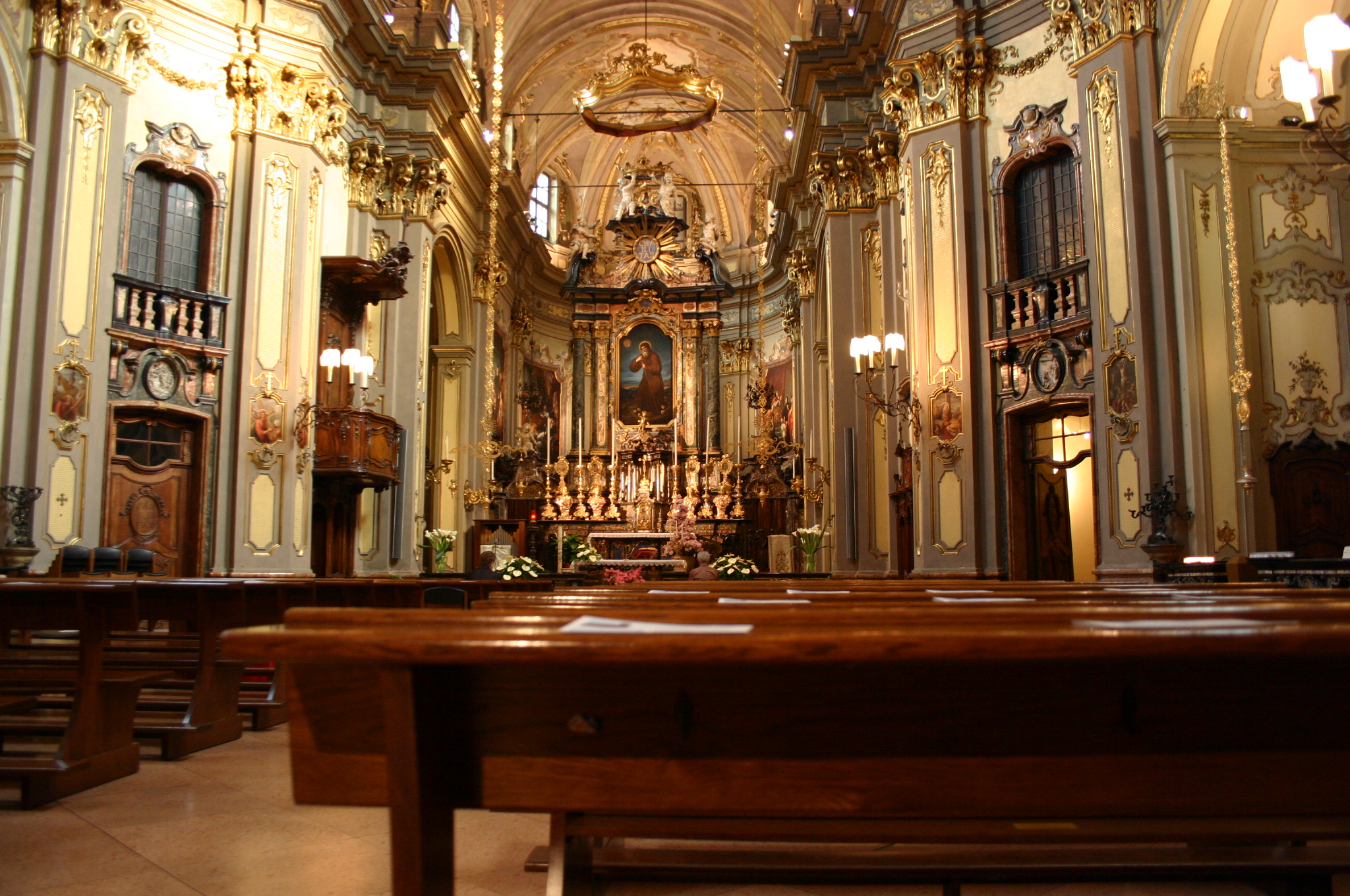
Interno

Internamente, la chiesa è caratterizzata da una particolare pianta che richiama la sagoma di un contrabbasso: essa è formata da un'unica navata a pianta rettangolare con gli angoli smussati, e da una profonda abside ove trovano luogo il presbiterio e il coro.
Le pareti dell'aula, movimentate da concavità, sono decorate da gruppi di grandi lesene corinzie dai capitelli dorati, alternate alle cappelle laterali, due per lato; la volta è decorata con l'affresco Gloria di san Francesco di Paola di Carlo Maria Giudici mentre, al di sopra delle porte laterali, vi sono gli ovali scolpiti di Giuseppe Perego raffiguranti Miracoli di san Francesco di Paola.

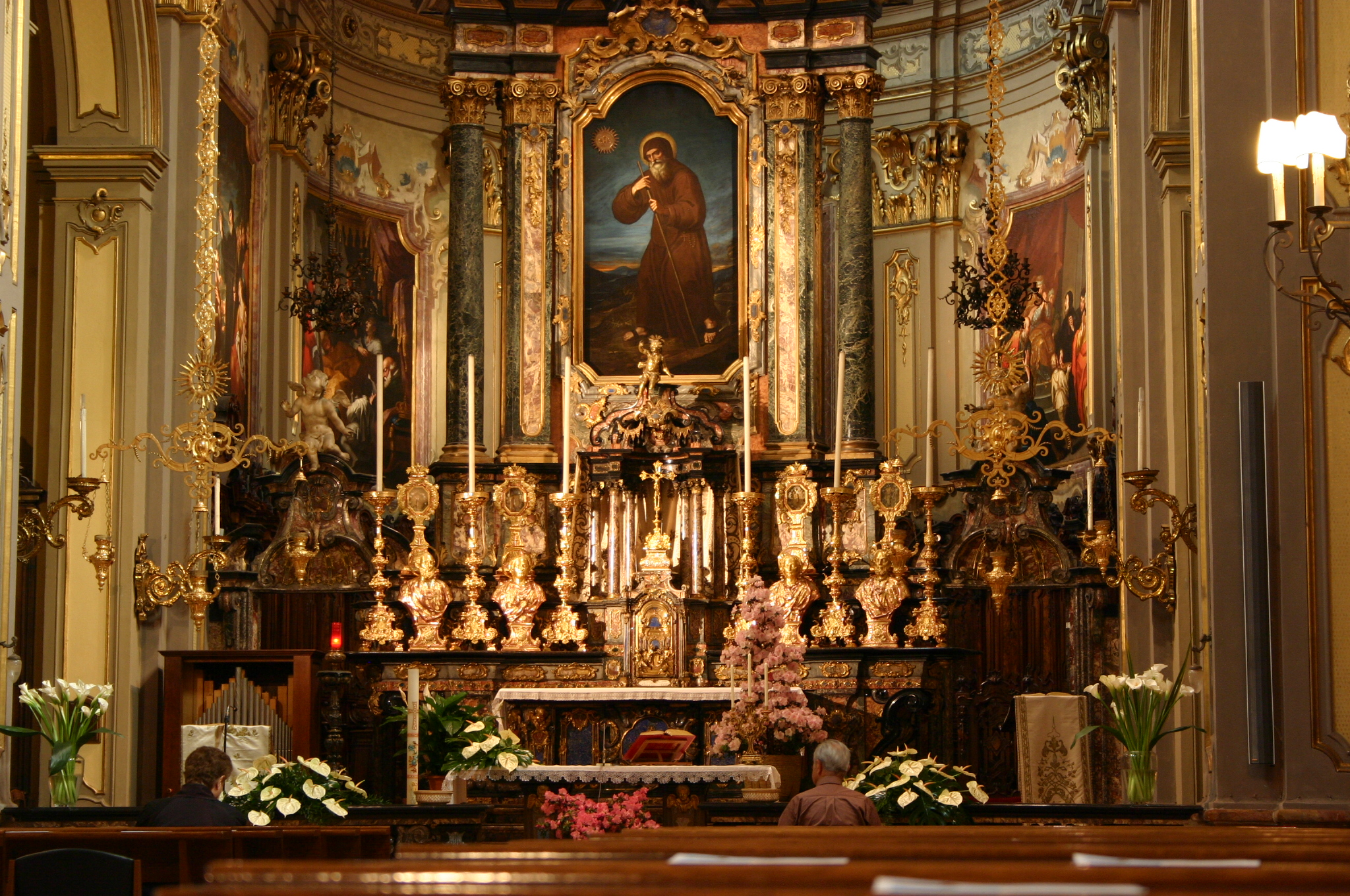
L'altare maggiore

Nel presbiterio, delimitato da una balaustra marmorea, si trova l'altare maggiore in marmi policromi, realizzato tra il 1749 e il 1753 da Giuseppe Buzzi, con al centro dell'ancona una pala raffigurante il santo dedicatario della chiesa. Nell'abside, lungo le pareti, su due ordini, vi sono gli stalli lignei del coro.

### Organi
Nella chiesa si trovano due organi: il maggiore, in stato di abbandono da decenni, si articola in due corpi (uno sulla cantoria in controfacciata, entro la cassa del precedente strumento Serassi, uno entro una nicchia nell'abside, al di sopra del coro) fu costruito nel 1924 dalla ditta Balbiani-Vegezzi Bossi (Milano) ed inaugurato lo stesso anno da Marco Enrico Bossi.
In abside si trova poi un organo positivo a cinque registri, costruito alla fine del XX secolo da Gianfranco Torri (Cesano Boscone).